# الات
الات (به انگلیسی: Alot) یک منطقهٔ مسکونی در هند است که در مادایا پرادش واقع شده‌است.

## خصوصیات
الات ۲۱٬۵۱۳ نفر جمعیت دارد و ۴۳۹ متر بالاتر از سطح دریا واقع شده‌است.